# Конвой JW 56A
Конвой JW 56A (англ. Convoy JW 56A) — арктичний конвой транспортних і допоміжних суден у кількості 20 одиниць, який у супроводженні союзних кораблів ескорту прямував від берегів Шотландії та Ісландії до радянських портів Мурманськ і Архангельськ.
12 січня конвой вийшов з Лох Ю. Але через сильний шторм 16 січня 1944 року конвой був змушений зайти в ісландський порт Акурейрі, де п'ять вантажних суден сіли на мілину, зазнавши серйозних пошкоджень. 21 січня транспортний конвой продовжив подорож, але без цих п'яти вантажних суден. Між островом Ведмежий і Норвегією німці розгорнули групу підводних човнів вовчої зграї «Ізегрім». До нього увійшли підводні човни U-278, U-314, U-360, U-425, U-601, U-716, U-737, U-739 і U-965. Станом на 25 січня всі підводні човни, крім U-739, вийшли на конвой і атакували. Попри численні атаки з використанням торпед T-V, тільки U-360 пошкодив есмінець «Обдурате». Атаки U-278, U-360 і U-716 призвели до затоплення вантажних суден Penelope Barker (7177 GRT), флагмана конвою Fort Bellingham (7153 BRT) і Andrew G. Curtin (7200 BRT). 28 січня 1944 року конвой JW 56A прибув до Кольської затоки. Дванадцять кораблів благополучно прибули до пунктів призначення, за винятком тих, що постраждали через жорстокий шторм, або загинули унаслідок нападу. Дев'ять торговельних суден продовжили рух до порту Архангельська.

## Кораблі та судна конвою JW 56A
Позначення

### Транспортні судна
| Назва                      | Прапор          | Тоннаж (GRT) | Прим.                                                           |
| -------------------------- | --------------- | ------------ | --------------------------------------------------------------- |
| Aert van der Neer (1942)   | Нідерланди      | 7 170        |                                                                 |
| Andrew G Curtin (1943)     | США             | 7 200        | судно типу «Ліберті»; 26 січня 1944 року потоплено U-716        |
| Charles Bulfinch (1943)    | США             | 7 176        | судно класу «Ліберті»; повернулося                              |
| Charles Scribner (1943)    | США             | 7 176        | судно типу «Ліберті»                                            |
| Edwin L. Drake (1943)      | США             | 7 176        | судно типу «Ліберті»                                            |
| Empire Ploughman (1943)    | Велика Британія | 7 049        |                                                                 |
| Fort Bellingham (1942)     | Велика Британія | 7 153        | 26 січня 1944 року пошкоджено ПЧ U-360, пізніше потоплено U-957 |
| Fort Slave (1942)          | Велика Британія | 7 134        |                                                                 |
| Jefferson Davis (1942)     | США             | 7 176        | судно класу «Ліберті»; повернулося                              |
| John A Quitman (1943)      | США             | 7 176        | судно класу «Ліберті»; повернулося                              |
| Joseph N Nicollet (1943)   | США             | 7 176        | судно класу «Ліберті»; повернулося                              |
| Nathaniel Alexander (1942) | США             | 7 177        | судно класу «Ліберті»; повернулося                              |
| Noreg (1931)               | Норвегія        | 7 605        | танкер-заправник конвою                                         |
| Penelope Barker (1943)     | США             | 7 177        | судно типу «Ліберті»; 25 січня 1944 року потоплено U-278        |
| Richard H Alvey (1942)     | США             | 7 191        | судно типу «Ліберті»                                            |
| San Adolfo (1935)          | Велика Британія | 7 365        | танкер-заправник конвою                                         |
| San Cirilo (1937)          | Велика Британія | 8 012        |                                                                 |
| Thorstein Veblen (1943)    | США             | 7 176        | судно типу «Ліберті»                                            |
| William Tyler Page (1943)  | США             | 7 176        | судно типу «Ліберті»                                            |
| Woodbridge N Ferris (1943) | США             | 7 200        | судно типу «Ліберті»                                            |

### Кораблі ескорту
| Кораблі ескорту                                        |                                         |                                       |                                                      |
| «Бермуда»                                              | Військово-морські сили Великої Британії | легкий крейсер типу «Коронна колонія» | 23—26 січня                                          |
| «Бервік»                                               | Військово-морські сили Великої Британії | важкий крейсер типу «Каунті»          | 23 січня                                             |
| «Борейдж»                                              | Військово-морські сили Великої Британії | корвет типу «Флавер»                  | 12—18 січня                                          |
| «Сігнет»                                               | Військово-морські сили Великої Британії | шлюп типу «Модифікований Блек Свон»   | 12—15 січня                                          |
| «Діанелла»                                             | Військово-морські сили Великої Британії | корвет типу «Флавер»                  | 12—27 січня                                          |
| «Гарді»                                                | Військово-морські сили Великої Британії | лідер есмінців типу «V»               | 21—27 січня                                          |
| «Інконстант»                                           | Військово-морські сили Великої Британії | ескадрений міноносець типу «I»        | 12—27 січня                                          |
| «Кент»                                                 | Військово-морські сили Великої Британії | важкий крейсер типу «Каунті»          | 23—26 січня                                          |
| «Обдурате»                                             | Військово-морські сили Великої Британії | ескадрений міноносець типу «O»        | 21—25 січня; 25 січня пошкоджений німецьким ПЧ U-360 |
| «Оффа»                                                 | Військово-морські сили Великої Британії | ескадрений міноносець типу «O»        | 21—27 січня                                          |
| «Орестес»                                              | Військово-морські сили Великої Британії | тральщик типу «Алджерін»              | 12—22 січня                                          |
| «Поппі»                                                | Військово-морські сили Великої Британії | корвет типу «Флавер»                  | 12—22 січня                                          |
| «Реді»                                                 | Військово-морські сили Великої Британії | тральщик типу «Алджерін»              | 12—22 січня                                          |
| «Савідж»                                               | Військово-морські сили Великої Британії | ескадрений міноносець типу «S»        | 16—27 січня                                          |
| «Сторд»                                                | Військово-морські сили Норвегії         | ескадрений міноносець типу «S»        | 16—27 січня                                          |
| «Венус»                                                | Військово-морські сили Великої Британії | ескадрений міноносець типу «V»        | 21—27 січня                                          |
| «Віджілент»                                            | Військово-морські сили Великої Британії | ескадрений міноносець типу «V»        | 21—27 січня                                          |
| «Віраго»                                               | Військово-морські сили Великої Британії | ескадрений міноносець типу «V»        | 21—27 січня                                          |
| «Волфлавер»                                            | Військово-морські сили Великої Британії | корвет типу «Флавер»                  | 12—18 січня                                          |
| Східна ескадрена група ближнього ескорту (27—28 січня) |                                         |                                       |                                                      |
| «Гремящий»                                             | Військово-морський флот СРСР            | Ескадрений міноносець типу 7          | Північний флот ВМФ СРСР                              |
| «Грозний»                                              | Військово-морський флот СРСР            | ескадрений міноносець типу 7          | Північний флот ВМФ СРСР                              |
| «Розумний»                                             | Військово-морський флот СРСР            | ескадрений міноносець типу 7          | Північний флот ВМФ СРСР                              |

## Підводні човни Крігсмаріне
| Назва | Тип   | Командир                                   | Прим. |
| ----- | ----- | ------------------------------------------ | --- |
| U-278 | VII C | капітан-лейтенант Йоахім Франце            | 25 січня потопив судно Penelope Barker                                                                                    |
| U-314 | VII C | капітан-лейтенант Георг-Вільгельм Бассе    | |
| U-360 | VII C | капітан-лейтенант Клаус-Гельмут Беккер     | 25 січня пошкодив есмінець «Обдурате»; 26 січня пошкодив судно Fort Bellingham                                            |
| U-425 | VII C | капітан-лейтенант Гайнц Бенцін             | |
| U-601 | VII C | оберлейтенант-цур-зее Отто Гансен          | |
| U-716 | VII C | оберлейтенант-цур-зее Фрідріх-Август Гройс | 26 січня потопив судно Andrew G Curtin на борту якого також знаходилися патрульні торпедні катери USS PTC-38 і USS PTC-39 |
| U-737 | VII C | капітан-лейтенант Пауль Бразак             | |
| U-739 | VII C | лейтенант-цур-зее Ернст Мангольд           | |
| U-957 | VII C | оберлейтенант-цур-зее Гергард Шар          | 25 січня потопив пошкоджене судно Fort Bellingham                                                                         |
| U-965 | VII C | капітан-лейтенант Клаус Олінг              | |